# Van Echelpoel

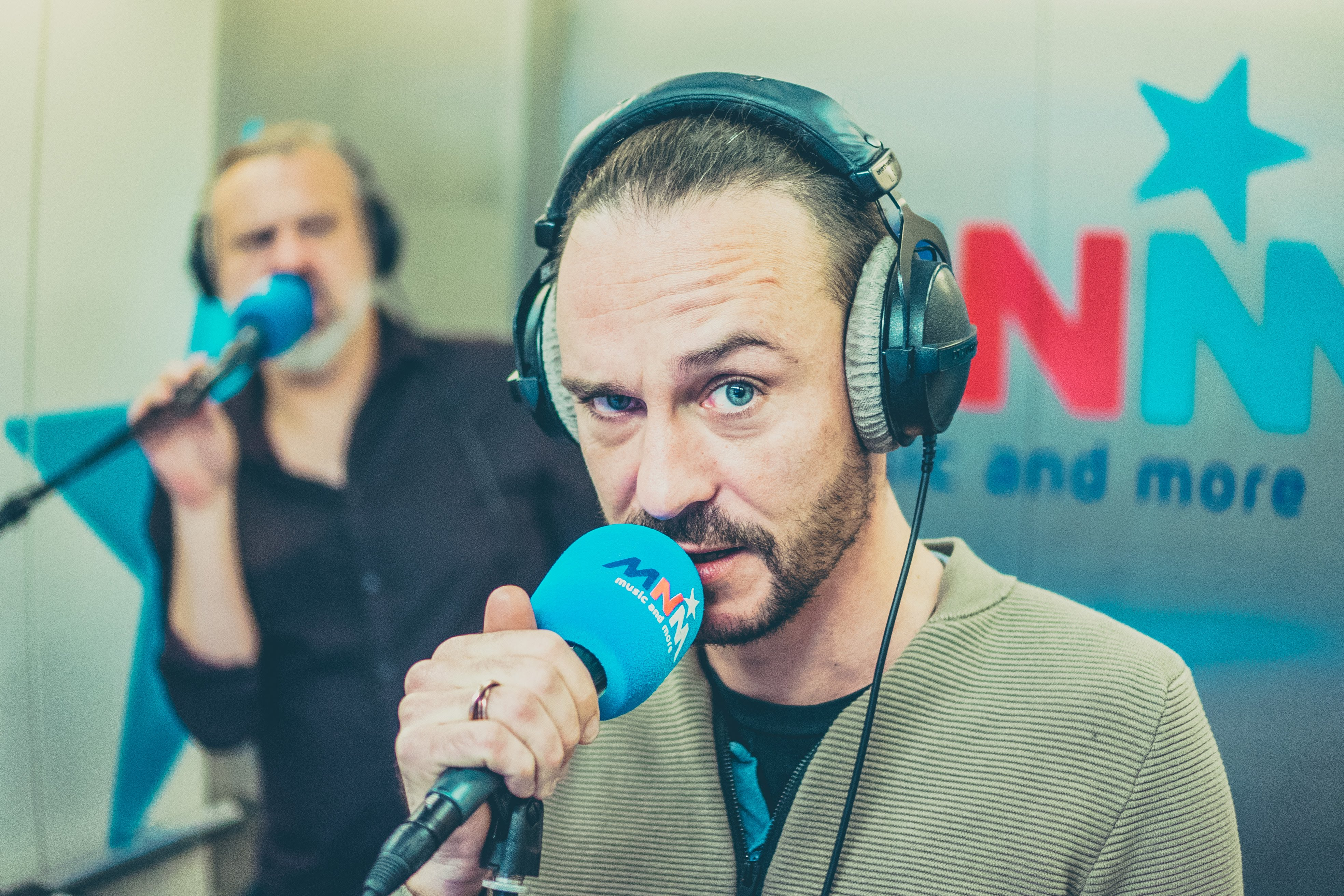
Van Echelpoel bij MNM

Van Echelpoel is een Belgisch muziekduo bestaande uit de verzonnen personages Jef & Yves Van Echelpoel, zogezegd twee broers die afkomstig zijn uit respectievelijk Dessel en Mol. Ze zouden elkaar pas hebben leren kennen aan het sterfbed van hun moeder toen ze reeds volwassen waren. In werkelijkheid bestaat Van Echelpoel uit Tijs Vanneste (Jef) en Yves Gaillard (Yves).

## Ziet em duun
Het duo scoorde, eind 2016 begin 2017, een grote hit met het elektropopnummer Ziet em duun. Het nummer stond vijf weken op de tweede plaats in de Ultratop. In de Vlaamse top 10 stond het nummer van 24 december 2016 tot 15 april 2017 op de eerste plaats.
Ziet em duun wordt gezongen door Tijs Vanneste die het nummer vertolkt vanuit het standpunt van het personage Jef van Echelpoel, een loser die zichzelf de ster van het dorp waant. Het nummer viel niet in goede aarde bij de Antwerpse ambtenaar Ronny Van Echelpoel, die vond dat de familienaam 'Van Echelpoel' werd besmeurd door de band.

## Vervolg
De tweede single was WADDISTJOM die van 6 mei tot 24 juni 2017 op de eerste plaats stond in de Vlaamse top 10. De derde single Sinds Nen Dag Of 2 (38 jaar) bereikte de eerste plaats op 8 juli 2017. Het nummer is een herwerking van het nummer Sinds 1 dag of 2 (32 jaar) van Doe Maar.
Op 28 oktober 2017 komt de single Wiesegaidanie in de Vlaamse Ultratop 50 binnen op de 48ste plaats en blijft in de hitlijst tot 13 januari 2018.